# 工商東亞
工商東亞金融控股有限公司（英語：ICEA）是一間香港的投資銀行提供證券經紀及承銷等服務，總部設於香港。

## 历史
工商東亞於1998年由中國工商銀行及東亞銀行共同創辦，收購了當時的西敏證券位於亞洲的業務。
2008年，工商東亞因有職員在2002年至2004年期間，違規以不適當的手法支持某隻上市股票，而被香港證監會罰款3800萬元。
2009年，東亞銀行向中國工商銀行以3.72億港元收購工商東亞75%股權，同時中國工商銀行以8025萬加元收購加拿大東亞的70%股權。

## 外部連結
- 工商東亞公司網站